# Polycyathus fuscomarginatus
Espèce
Statut CITES
Polycyathus fuscomarginatus est une espèce de coraux appartenant à la famille des Caryophylliidae.